# Rasztergrafika
A rasztergrafika, másként pixelgrafika olyan digitális kép, ábra, melyen minden egyes képpontot (pixelt) önállóan definiálunk.
Előnyei: Egyszerű adatszerkezet; egyszerű algoritmus; gyors feldolgozás; fototechnikai trükköknél jól alkalmazható.
Hátrányai: az adatállomány nagy méretű; rögzített felbontás; nagyításnál a minőség romlik.

## A rasztergrafika

A pixelgrafika koordináta-rendszere (mátrixa)

A pixelgrafikus rajzolóprogramok a képeket mátrix-szerűen elrendezett képpontokból, pixelekből építik fel. A sorokat és oszlopokat alkotó képpontok különböző színűek lehetnek, ezekből a pontokból áll össze a rajz. A bitmap grafika (vagy rasztergrafika) egy kép tartalmát egy négyzetrácson elhelyezkedő színes képpontok összességeként, ún. pixelekkel írja le. Ahogy a képen látható, a falevél képét képpontjai helyének és a képpontok színértékeinek tárolásával hozzuk létre úgy, mintha egy mozaik kockáit raknánk egymás mellé. A pixelekből álló képet a kép felépítésére utalva bittérképnek is nevezik. A bittérképek egyik legfontosabb tulajdonsága a felbontás. A kép minőségét több felbontás-típus egyszerre határozza meg.

## Felbontás
A képfelbontás a képen belüli képpont-távolságot mutatja. Mértékegysége a képpont/hüvelyk (angolul pixels per inch, ppi). Ha egy kép felbontása 72 ppi, az azt jelenti, hogy egy négyzethüvelyknyi területen 72×72 = 5184 képpont található.
Nagyobb felbontás esetén jobb a kép minősége, azaz több részlet jelenik meg rajta. A képfelbontás elméleti érték, ugyanis az, hogy milyen minőségű képet kapunk, függ a kép fizikai méretétől és a kimeneti eszköz felbontásától is. A bitfelbontás vagy színmélység azt mutatja meg, hogy egy képpont színét hány biten tároljuk, vagyis maximálisan hány színt használhatunk a képben. A nagyobb színmélység több színt, az eredeti kép pontosabb színvisszaadását teszi lehetővé, de egyben a képfájl méretét is növeli. 8 bites színmélység esetén 256, a 16 bites (High Color) színmélység esetén 65 536, a 24 bites (True Color) színmélység esetén 16 777 216 színt használhatunk. A monitorfelbontás a megjelenítő eszköz képfelbontását jellemzi. A forgalomban levő átlagos monitorok felbontása 72…96 dpi (pont/hüvelyk, dot per inch). A monitor felbontása a megjeleníthető kép méretét mutatja, például egy 192 ppi képfelbontású kép egy 96 dpi felbontású monitoron eredeti méretének kétszeresében jelenik meg, mivel a 192 képpontból csak 96 jeleníthető meg a képernyő egy hüvelykjén.

## Rácsfelbontás
A rácsfelbontás vagy rácsfrekvencia az egy hüvelykre eső, tónusképzéshez használt elemi egységek számát mutatja. Mértékegysége a vonal/hüvelyk (lines per inch, lpi). Ha egy színes képet fekete-fehérben nyomtatunk ki, vagy a nyomdai feldolgozáshoz alapszíneire bontjuk, fekete-fehér rácsmintát használunk a színek szimulálásához. A képminőség függ a rácsfelbontástól, és a kimeneti eszköz felbontásától. A kimeneti eszköz felbontása jellemzi a kész képet megjelenítő eszköz (nyomtató, vagy nyomdai eszközök) felbontását. A forgalomban levő lézernyomtatók általában 600-1200 dpi (pont/hüvelyk, dot per inch) felbontásúak.
Egy digitálisan tárolt kép fájlmérete arányos a kép felbontásával: egy nagyobb felbontású kép részletgazdagabb, mint egy azonos méretű, kisebb felbontású kép. A fájlméretet befolyásolja továbbá a használt színmélység, illetve a fájlformátum megválasztása.

## Ellentéte: a vektorgrafika
A vektorgrafikus rajzolóprogramok a képek felépítésére egyszerű alakzatokat (téglalap, ellipszis, sokszög stb.) és ún. Bézier-görbéket (csomópontokkal, a csomópontok közt húzott görbékkel és érintőszakaszokkal felépített görbéket) használnak. A vektoros képkészítésnek számos előnye van, de vannak korlátai is. Mivel a képek nem képpontokból állnak, tetszőlegesen nagyíthatók és kicsinyíthetőek, a végeredmény minősége csak a képmegjelenítő eszköztől függ. Lényeges szempont, hogy mennyi hely szükséges a program által előállított állományok tárolására.
Egy bittérképnél – egy pixelgrafikus rajzolóprogrammal készített grafikánál – természetes, hogy a kép méretével a képfájl mérete is növekszik, hiszen több képpont adatait kell tárolni. Mivel a vektorgrafikus rajzolóprogramok a képeket csomópontok segítségével építik fel, a képfájlok méretét a csomópontok és görbék száma határozza meg: minél több csomópont szükséges a kép leírásához – tehát minél több görbéből áll a kép -, annál nagyobb a vektoros állomány mérete. Mivel a kép nagyításával, illetve kicsinyítésével nem változik a csomópontok száma, természetes, hogy nem változik az állomány mérete sem. Bonyolultabb grafikák esetében (pl. tervezőprogramok, 3D modellező programok) több MB méretű vektoros állomány is előállítható.
Egy vektorokból álló objektumokkal felépített képen minden objektum kitölthető valamilyen színnel, viszont – mivel az objektumok jól elkülöníthető görbékből állnak – nincs lehetőségünk fototechnikai eljárások (elmosás, élesítés, homályosítás) használatára. Ezek a műveletek csak pixelgrafikus rajzolóprogramokkal végezhetők el. A mai rajzolóprogramok természetesen képesek a vektorgrafikus rajzokat pixeles formátumra konvertálni, amelyen azután további módosításokat végezhetünk.